# Santa Tell Me
«Santa Tell Me» (en español: Santa dime) es una canción grabada por la cantante estadounidense Ariana Grande.
Comercialmente, «Santa Tell Me» logró ingresar a la lista Billboard Hot 100 en Estados Unidos, ubicándose en la posición 42  mientras que también ingresó en listados de otras naciones, incluyendo Japón, Corea del Sur, Australia y varios países europeos. El video musical fue dirigido por Chris Marrs Piliero y fue lanzado en el canal oficial de Grande en Vevo el 12 de diciembre de 2014. La canción fue representada en vivo por primera vez en el concierto A Very Grammy Christmas 2014 realizado en el Shrine Auditorium de Los Ángeles el 18 de noviembre de 2014.[cita requerida]

## Antecedentes
El villancico fue escrito por Grande, Ilya Salmanzadeh y Savan Kotecha. La canción fue lanzada mundialmente el 24 de noviembre de 2014, vía iTunes, y fue incluida en la versión japonesa exclusiva del EP de Grande, Christmas Kisses. Musicalmente, «Santa Tell Me» es una canción navideña con influencias de Pop.
Grande lanzó su primer EP navideño, titulado Christmas Kisses, el 17 de diciembre de 2013. El 'extended play' cuenta con un total de 4 canciones e incluye covers de clásicos, como «Santa Baby» y «Last Christmas» del dúo Wham!. También incluye dos canciones originales, «Love Is Everything» y  «Snow in California».
Grande mencionó la canción por primera vez el 28 de octubre de 2014 en una transmisión en vivo a través de Twitter. Ella dijo que no quería hacer una canción de Navidad en un primer momento, pero luego cambió de opinión. Grande también anunció que un video musical acompañaría la canción y que esta era su canción favorita de Navidad fuera de todas las que había grabado hasta el momento. 
El 13 de noviembre de 2014 Grande anunció oficialmente la canción y el título en su cuenta de Twitter.

## Video musical
El 12 de diciembre de 2014 se lanzó el video musical de la canción bajo la dirección de Chris Marrs Piliero.

### Sinopsis
El video muestra a Grande con sus amigos bailando, riendo y dando regalos de Navidad dentro de su casa, y finaliza con dos minutos detrás de cámaras.

## Certificaciones
| País        | Organismo certificador | Certificación | Ventas certificadas | Simbolización | Ref.  |
| ----------- | ---------------------- | ------------- | ------------------- | ------------- | ----- |
| Dinamarca   | IFPI Dinamarca         | Platino       | 90 000              |               |       |
| Italia      | FIMI                   | Oro           | 25 000              | ▲             |       |
| Reino Unido | BPI                    | Silver        | 200 000             | ▲             | [ 7 ] |